# 구라모토역 (도쿠시마현)
구라모토역(일본어: 蔵本駅)은 일본 도쿠시마현 도쿠시마시에 위치한 시코쿠 여객철도 도쿠시마 선의 철도역이다. 역 번호는 B02이며, 상대식 승강장 2면 2선의 구조를 갖춘 지상역이다.

## 타는 곳
| 1 | ■ 도쿠시마 선 | 아와이케다 · 아나부키 방면              |
| 1 | ■ 도쿠시마 선 | 도쿠시마 방면                           |
| 2 | ■ 도쿠시마 선 | 도쿠시마 방면 (이 역의 상호운행 열차만) |

## 이용 현황
| 연도     | 하루 평균 | 연도     | 하루 평균 |
| 1995년도 | 691       | 2003년도 | 453       |
| 1996년도 | 686       | 2004년도 | 446       |
| 1997년도 | 657       | 2005년도 | 434       |
| 1998년도 | 586       | 2006년도 | 420       |
| 1999년도 | 514       | 2007년도 | 425       |
| 2000년도 | 508       | 2008년도 | 422       |
| 2001년도 | 511       | 2009년도 | 421       |
| 2002년도 | 482       | 2010년도 | 424       |
| -------- | --------- | -------- | --------- |

## 역 주변
- 도쿠시마 대학 구라모토 캠퍼스
  - 의학부
  - 치학부
  - 약학부
  - 질환효소학 연구센터
  - 질환 프로테오 게놈 연구센터
  - 원소 종합센터
  - 도쿠시마 대학병원
- 도쿠시마 현립 추오병원
- 도쿠시마 현 종합검진센터

## 인접 역
| 시코쿠 여객철도 도쿠시마 선 | 시코쿠 여객철도 도쿠시마 선 | 시코쿠 여객철도 도쿠시마 선   |
| --------------------------- | --------------------------- | ----------------------------- |
| T 00 도쿠시마 도쿠시마 방면 | 특급 '쓰루기산'             | 가모지마 B 09 아와이케다 방면 |
| B 01 사코 사코 방면         | 보통                        | 아쿠이 B 03 쓰쿠다 방면       |